# الشعب (الصومعة)

تعديل مصدري - تعديل

الشعب هي إحدى قرى عزلة القيسين بمديرية الصومعة التابعة لمحافظة البيضاء، بلغ تعداد سكانها 49 نسمة حسب تعداد اليمن لعام 2004.